# Гейб, Карл-Германн
Карл-Германн Гейб (Гайб) (нем. Karl-Hermann Geib; 12 марта 1908, Берлин — 21 июля 1949, Москва — немецкий химик.

## Берлин-Лейпциг-Лойна
Родился в семье служащих: отец регирунгсрат Карл Гейб, мать — Мария Гейб (Будде). В 1931 году Карл-Германн Гейб окончил Лейпцигский университет

и поступил на работу в Институт физической химии и электрохимии Общества Кайзера Вильгельма (сегодня Общество Макса Планка) в Берлин-Далеме. Первые научные работы он выполнил под руководством Пауля Хартека. Вскоре после отъезда Хартека в Кембридж Гейб вернулся в alma mater — Лейпцигский университет. Он занялся исследованием реакций с участием только что открытого дейтерия. Совместно с В. Т. Фёрстером, Э. У. Р. Стиси, А. Лендле, К. Ф. Бонхёффером и Л. Д. К. Боком он опубликовал ряд работ, результаты которых отражены в его обзоре.
В 1937 году он защищает докторскую диссертацию.
После начала войны (1940) Гейб перешёл на комбинат Лойна-верке «Leunawerke») и приступил под руководством Хартека к разработке процесса получения тяжёлой воды методом двухтемпературного изотопного обмена вода-сероводород. Это дало бронь от мобилизации, что для него было существенным обстоятельством. У Карла и Хедвиги Гейбов к тому времени было четверо детей от пятилетнего до грудного возраста: Кэтрин (1937), Барбара (1937), Рупрехт (1939) и Ульрике Хейз (1939).
Разработанный способ был более эффективен, чем обмен в системе водород-вода, но его реализация была отложена. Для создания производства из-за высокой коррозионной способности сероводорода потребовалось бы много специальных сплавов, на которые в военное время существует дефицит. Параллельно разработанный Джеромом Спеваком в США (1943) такой же способ сначала не получил развития по той же причине.
Сразу же по окончании войны под эгидой Советской военной администрации в Германии (СВАГ) и других ведомств на Лойна-верке была собрана группа специалистов, руководимая Паулем Герольдом, бывшим директором комбината по науке. Были восстановлены опытные установки и продолжены исследования процесса получения тяжёлой воды методом изотопного обмена водород-вода. Кроме того был разработан предварительный проект завода, производительностью 5 т тяжёлой воды в год сероводородным способом.

## Москва
Работы по стратегически важным оборонным направлениям перевели на территорию СССР из-за опасения инспекции со стороны бывших союзников. В порядке спецоперации «Осоавиахим»
группа Герольда в ночь 21-22  октября 1946 года была отправлена в Москву (большинство специалистов поехало с семьями), а демонтированные опытные установки были доставлены на новое место работы -  Физико-химический институт им. Л.Я. Карпова.  Документация и проект завода по сероводородному способу были переданы советским специалистам для дальнейшей разработки. Эта технология была опробована на опытной установке  в НИИ-42 Министерства химической промышленности (теперь ГосНИИОХТ).  В 1949 году на комбинате боеприпасов № 100 в г. Алексин под Тулой состоялся пуск первого в мире производства по сероводородному способу.
Объём работ, выполненных немецкими специалистами по тяжёлой воде в Институте им. Л.Я. Карпова, не известен. Сроки воссоздания вывезенной опытной установки изотопного обмена водород-вода были сорваны, соответствующее подразделение Института в 1948 году расформировано, немецкие специалисты переведены в Лисхимстрой (после 1950 г. Северодонецк).  Здесь  специалисты были использованы на строительстве азотно-тукового химкомбината, вывезенного из Германии. При попытке получить политическое убежище в Канаде Гейб был арестован и вскоре скончался.
Работы в Германии и СССР проводились в режиме строгой секретности, поэтому многие обстоятельства в этой истории остаются неясными.